# Ambachtsheerlijkheid Zaamslag
De Ambachtsheerlijkheid Zaamslag is een voormalige heerlijkheid te Zaamslag in de huidige Nederlandse provincie Zeeland.

## Geografisch kader

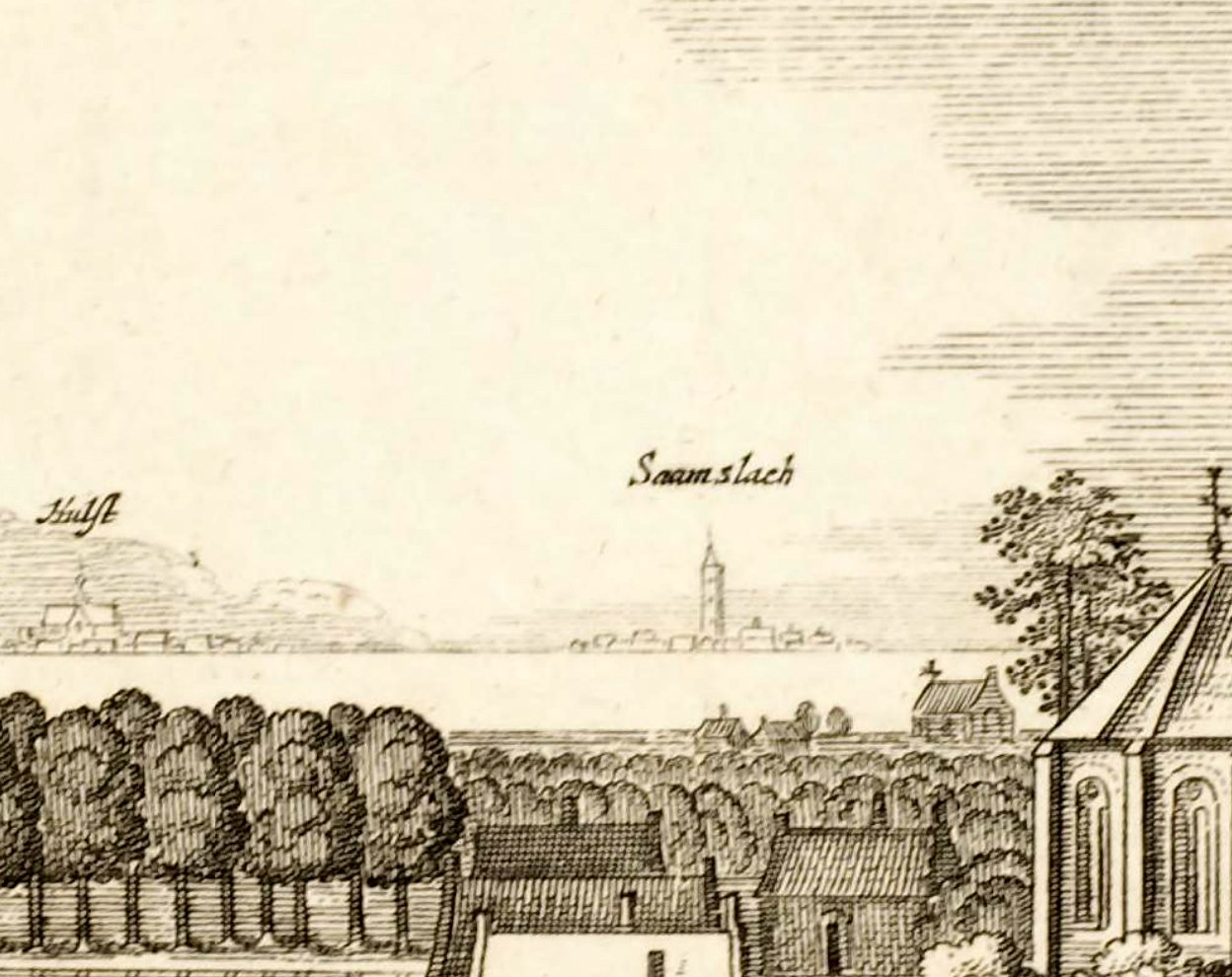
Zaamslag rond 1660, gedomineerd door de Torenberg

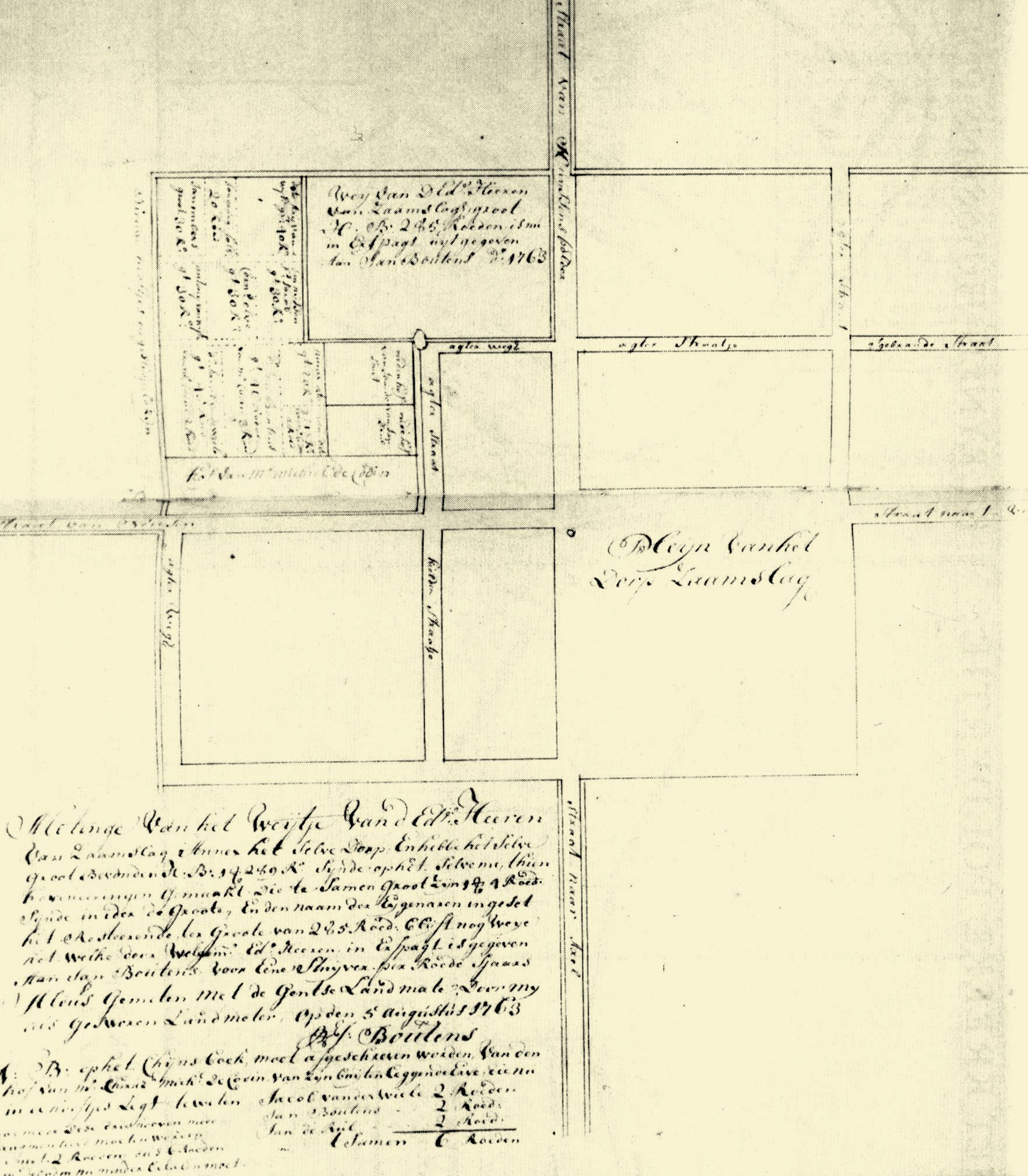
Zaamslag in 1776, linksboven een stuk land van de Ambachtsheren

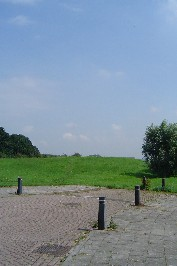
De Torenberg nu

In de 13de eeuw lag de heerlijkheid op een eiland. De polders waren omgeven door water, waarmee de grenzen van het ambacht gezet waren. De heerlijkheid bestond uit de dorpen Zaamslag, Aendijcke en Othene. Later kwamen daar nog de gehuchten Reuzenhoek, Hoek van de Dijk, Kwakkel, Poonhaven, Val, Zaamslagveer en Triniteit bij.

## Machtscentra
In de middeleeuwen werd Zaamslag bestuurd door de ambachtsheren van Zaamslag. Het machtspunt van de heerlijkheid lag in Zaamslag, waar het ambachtskasteel van de heren van Zaamslag, de Torenberg stond. Dit kasteel begon oorspronkelijk als houten mottekasteel met voorburcht, en is in de 13de tot en met de 15de eeuw uitgebreid en verbouwd. Later in de 15de eeuw kwam het steeds meer leeg te staan, omdat de edellieden elders verbleven. In de 16de eeuw stond het vrijwel altijd leeg, en waren de pastoors er de opzichters.
Te Aendijcke was een motte, omgeven door een gracht. Dit wijst misschien op een vroeg machtscentrum, of over een machtsgebied over Aendijcke en omliggende landen.
Aan de basis van de heerlijkheid stond het domeinhof.

## Heren van Zaamslag tot en met de 16de eeuw
De eerst bekende heer van Zaamslag is heer Jan (omstreeks 980). Naar hem is de 'heer Janstraat' vernoemd. Verder is er over hem niets bekend.
In de 13de eeuw zijn het vooral "losse" vermeldingen die melding maken van edelen Van Zaamslag.
In het begin van de 14de eeuw, in 1307, duikt Robert van Saemslach op als heer. Hij is dan "échevin du Franc".  Van hem wordt beweerd, dat hij de leermeester was van Graaf Lodewijk I van Vlaanderen, van Nevers. Bij de opstand der Bruggelingen in 1324 kwam hij om, omdat hij de graaf steunde. De Ridder Robertstraat dankt zijn naam aan hem. 
De heerlijkheid behoorde toe aan Emanuel Prins van Croij en van Salve, baron van Maldegem (wanneer dit was, wordt door de geschiedschrijvers niet vermeld). Dit zou de gelijkenis met het wapen van Maldegem verklaren. 
In 1379 werd, volgens enkele bronnen, Zaamslag als huwelijksgeschenk gegeven aan Catharina van Maldegem. Na haar kwam Zaamslag in bezit van Gillis van Zuijlen. Dit blijkt echter onwaar, omdat heer Gillis (ofwel Egidius) van Zuijlen in 1355 al verklaart: "Ic, Gillis den Schoutheete van Lokeren, heere van Saemslach..." Egidius heeft in 1379 Oudenaarde tegen de Gentenaars verdedigd, en werd hiervoor beloond. Derhalve wordt hij ook wel gezien als (een der) 'held(en) van Oudenaarde'. Hij was getrouwd met Beatrix van Maldeghem. Hij verdeelde zijn wapenschild in vier kwartieren en plaatste in het eerste en vierde het wapen van Van Zuijlen, en in het tweede en derde het wapen van Zaamslag. Zelf overleed hij in 1418.

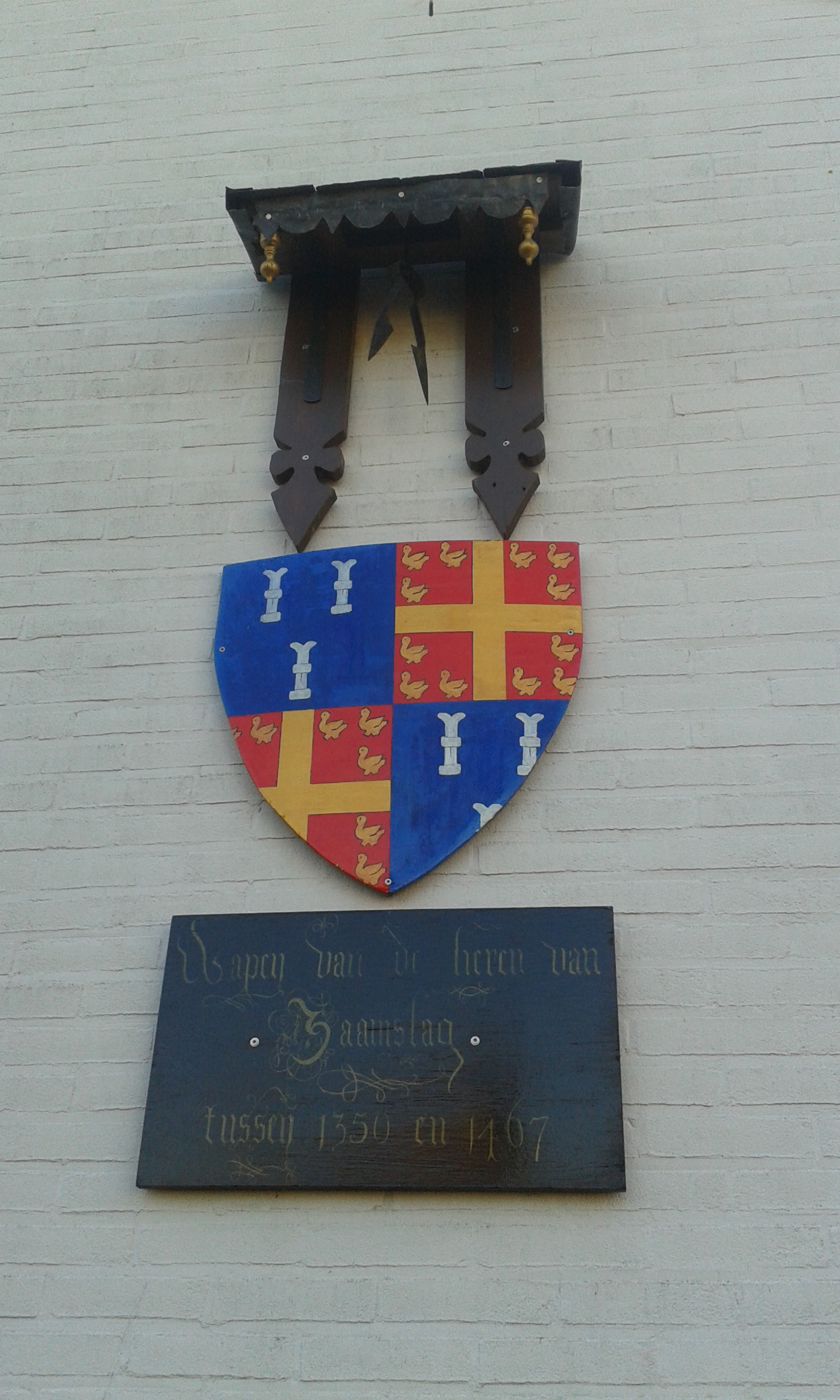
Reconstructie van het wapen van de kasteelheren van Zaamslag, familie Van Zuijlen.

Gillis werd opgevolgd als heer van Zaamslag, en erfachtig schout van Lokeren, Waesmunster etc. door zijn zoon Floris I van Zuijlen van Zaamslag. Floris onderscheidde zich ook dapper op het slagveld. Hij was getrouwd met vrouwe Clara Villain (een zeer belangrijke vrouw, die afstamde van de Hertogen van Brabant). Floris wordt ook genoemd in een akte van 1434 van het Hospitaal van Zaamslag. 
Floris I werd opgevolgd door zijn zoon Floris II van Zuijlen van Zaamslag. Hij was onderscheiden voor zijn moed in de strijd tegen de Luikenaars in 1467. Hij was getrouwd met Johanna van Zaamslag, maar nadat zij zonder kinderen overleed trouwde Florens met Josijne de Milano. Hij stierf bij de veldslag bij Luik in 1467. Josijne is hertrouwd met heer Jan van Meetkercke.
Hun dochter, Florence, trouwde met Antonij van Heetvelde, waardoor Zaamslag nu in handen kwam van de familie Van Heetvelde. Het geslacht van Van Zuijlen van Zaamslag bleef als Van Zaamslag nog enige tijd voortbestaan. Anthonij van Heetvelde van Zaamslag kreeg pas het bewind over Zaamslag in 1531, toen de broers van Florence overleden waren. 
Hun zoon Aarnout (Ook wel Arendt) van Heetvelde volgde zijn vader op. Op 27 april 1558 stelde hij een nieuwe priores aan in het Hospitaal van Zaamslag. 
Hij stierf kinderloos op 3 april 1559 en werd begraven te Brussel, in het Karmelietenklooster. Hierdoor kwam Zaamslag in handen van zijn zus Johanna. Zij was getrouwd met Maximiliaan de Quarré. Hun zoon Anthonie de Quarré volgde in essentie Aarnout van Heetvelde op. Anthonie woonde te Brussel en kwam vrijwel nooit te Zaamslag, en liet het bestuur van het kasteel over aan pastoors De Voghelaere en Floris Crabbe. Hij correspondeerde met hen per brief. Anthonie is in 1576 Burgemeester te Brussel geweest.
Maximiliaan de Quarré volgde zijn vader Anthonie op en na hem (hij overleed immers kinderloos) ging Zaamslag naar zijn zus Barbara. Zij was getrouwd met Philips de Fourneau. Hun zoon Hendrik Christoforus was de laatste rooms katholieke heer van Zaamslag. 
In de Tachtigjarige Oorlog zaten er veel soldaten in het kasteel verschanst. In 1586 werd het kasteel en het hele ambacht aan de golven prijsgegeven, om de Spanjaarden te hinderen. Alleen de woontoren van de Torenberg bleef overeind. De heren bezaten alleen een woning in Zaamslag.

## Vanaf de 17de eeuw tot en met de 19de eeuw
In 1646 werd Zaamslag (als verdronken land) verkocht aan Jan Melis, heer van Saeftinghe. Deze verkocht Zaamslag op 19 januari 1647 aan Gerard van der Nisse, gecommitteerde van de Generaliteit van Den Haag. Hij was de eerste protestantse heer van Zaamslag. Ook naar hem is een straat vernoemd, de Gerard van der Nissestraat. Zo werd het gebied deel van de Republiek der Zeven Verenigde Nederlanden. 
In 1648 ontvangt van der Nisse toestemming tot het herinpolderen van de Zaamslagpolder. Onder zijn bewind werd het dorp weer herbouwd en kon de nieuwe heer van Zaamslag het dorp betrekken. De oude woontoren had waarschijnlijk zwaar geleden, en dit zorgde ervoor dat de toren in 1679 werd afgebroken. De heren van Zaamslag hadden daarvoor al een hoeve gebouwd bij de oude toren. Het woonhuis bestaat nu nog. Ook bezaten zij enkele stukken grond rond het dorp, die vaak staan aangegeven op kaarten met hun naam erbij.
Daarna kwam de heerlijkheid aan Johanette Margarete Huijssen. Zij stierf in 1724, opgevolgd door haar zoon  Alexander Johan Hieronimus Huijssen. Naar hem zijn de Huijssenspolders en een straat, de Huijssenstraat, vernoemd.
Na hem werden de rechten van de heerlijkheid verdeeld, en dit leidde tot een versplintering. In 1849 waren er daardoor veel ingewikkelde systemen in het leven geroepen, die verband hielden met eigendomsrecht, erfenissen en vruchtgebruik.
In 1794 werd Zeeuws-Vlaanderen en ook Zaamslag geannexeerd door Frankrijk als deel van het Scheldedepartement. De heerlijke rechten werden opgeheven. 
Na de oprichting van het Verenigd Koninkrijk der Nederlanden in 1815 liet koning Willem I de heerlijke rechten weer herstellen, maar de invloed van de ambachtsheren was sterk afgenomen. Tijdens de Franse Tijd waren de bewoners gewend aan meer vrijheid, en Zaamslag werd vanaf die tijd een zelfstandige gemeente met ongeveer de omvang van het oude ambacht.
In de periode 1864 tot 1867 werden de eigendommen verkocht en het archief geschonken aan de provincie. Vanaf dat moment was er geen ambachtsheer meer in Zaamslag.

## Het wapen

Ambachtsheerlijkheidswapen

Het heraldische wapen van de Heerlijkheid Zaamslag, Aendijcke en Othene was een heel ander wapen dan van het huidige Zaamslag. Het was voorzien van een zilveren kruis, met rode achtergrond. In deze vier vakken bevonden zich steeds drie merletten, ook van goud. Ze waren zoomsgewijs opgesteld.
De wapenkoning van Vlaanderen schreef het wapen in 1557 de strijdkreet A la bone foey Saemslacht! toe. In modern Frans wordt dit 'À la bonne foy, Saemslacht!', wat betekent: Tot goeder trouw, Zaamslag! Daarvoor werd door de Heren van Zaamslag vooral 'Maldeghem! Maldeghem!' geroepen op het slagveld.
Het eeuwenoude wapen verdween in de jaren 1810 uit beeld, en werd door het huidige wapen vervangen om onbekende redenen.

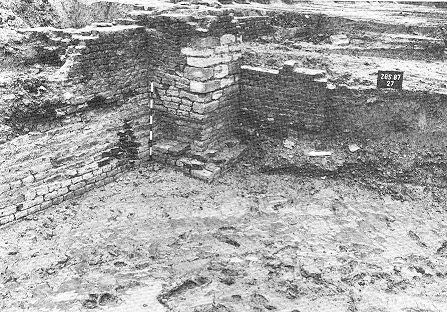
Een fragment van het poortgebouw en de dreefmuren van het Kasteel van Zaamslag, opgegraven in 1987